# Valdespina (Palencia)

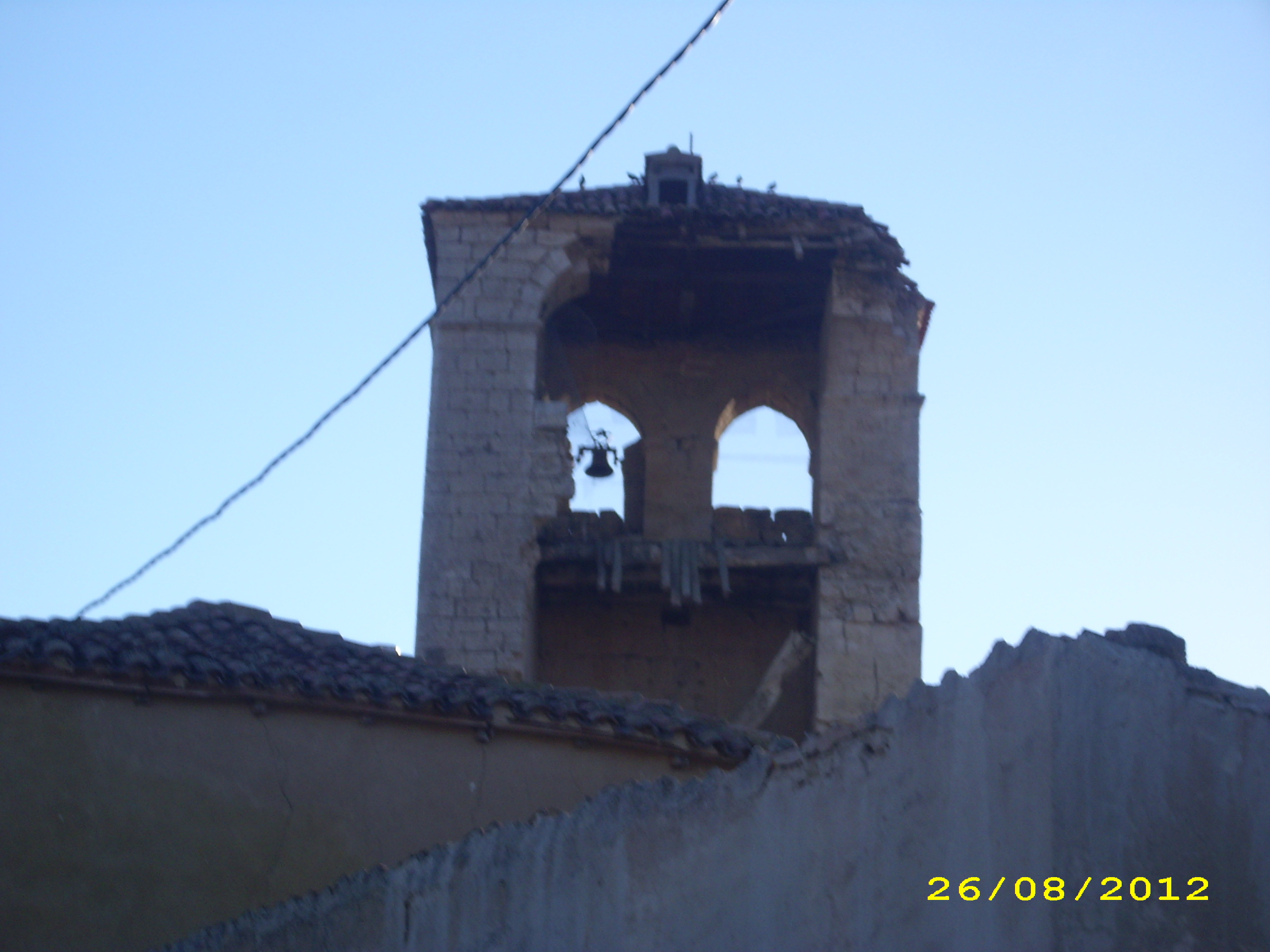
Iglesia de Valdespina

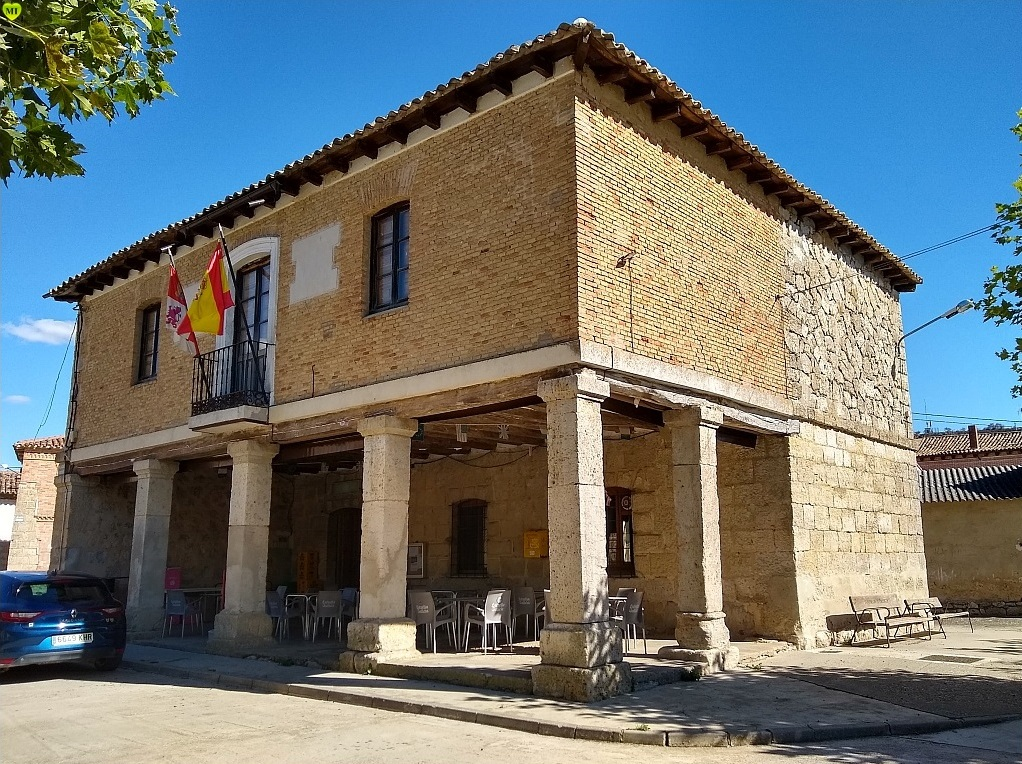
Ayuntamiento

Valdespina es una localidad de la provincia de Palencia (Castilla y León, España) que pertenece al municipio de Amusco.

## Historia
Antigua villa amurallada, incluida una torre-fuerte; tuvo un monasterio dedicado a San Pedro en el monte. A la caída del Antiguo Régimen la localidad se constituyó en municipio constitucional en el partido judicial de Astudillo, en el censo de 1860 contaba con 125 hogares y 593 vecinos. 

### SigloXIX
Así se describe a Valdespina en la página 295 del tomo XV del Diccionario geográfico-estadístico-histórico de España y sus posesiones de Ultramar, obra impulsada por Pascual Madoz a mediados del siglo XIX:

VALDESPINA

Villa con ayuntamiento en la provincia y diócesis de Palencia (3 leguas), partido judicial de Astudillo (2 1/2), audiencia territorial y capitanía general de Valladolid (11).
Situada entre dos cuestas, con clima frío, combatido por los vientos N y O, y propenso a reumas y afecciones de pecho.
Consta de 90 casas de mediana construcción; casa de ayuntamiento y un palacio antiguo, que pertenecía al señor marqués de Astorga; la escuela de primeras letras, concurrida por 36 niños y 12 niñas, se halla dotada con 1.400 reales; para surtido de los vecinos hay fuente en muchas casas, y una muy abundante a 80 pasos del pueblo, con otras muchas que se hallan en el término; la iglesia parroquial (San Esteban) se halla servida por un cura de primer ascenso y de provisión ordinaria; le son anejas la ermita del caserío Monterey, y la parroquia del despoblado de Espinosilla, que se hallan en su jurisdicción.
El término confina por el N con el de Palacios y Támara; E Espinosilla y el Carrascal; S Monte del Rey y Granjilla, y O Villamediana.
Su terreno disfruta de valle y páramo, aquel de primera y segunda calidad, este de tercero, le cruza un pequeño arroyo que nace a corta distancia del pueblo de varias fuentecillas; hay algunos montes poblados de leña, de la que se surten los vecinos.
Los caminos son locales y en mal estado.
La correspondencia se recibe de Palencia dos veces a la semana.
Producciones: toda clase de cereales, yeros, miel y cera; se cría ganado lanar, mular y vacuno, el más preferido el primero; caza de liebres, perdices y conejos, y pesca de cangrejos y peces.
Industria: la agrícola y un batán.
Comercio: la exportación de los productos sobrantes y la importación de algunos artículos de primera necesidad.
Población: 81 vecinos, 421 almas.

Capital productivo: 173.300 reales. Imponible: 8.623. El presupuesto municipal asciende a 4.004 reales, y se cubre con los arbitrios del ayuntamiento y reparto vecinal.

### SigloXX
Valdespina fue municipio independiente hasta 1972. En aquel año se decretó su integración en el municipio de Amusco.

## Geografía humana

### Demografía
| Gráfica de evolución demográfica de Valdespina entre 1842 y 1970 |
| |
| Población de derecho según los censos de población del INE Población de hecho según los censos de población del INEEntre el censo de 1981 y el anterior, este municipio desaparece porque se integra en el municipio 34011 (Amusco) |

Evolución de la población en el siglo XXI
| Gráfica de evolución demográfica de Valdespina entre 2000 y 2023   |
|                                                                    |
| Población de derecho (2000-2023) según el padrón municipal del INE |

## Folklore
Los oriundos de Valdespina son conocidos como raposos, de igual modo que los de Requena de Campos, Lomilla y Verdeña.
Valdespina fue conocido por la excelencia de sus quesos de oveja.

## Fiestas
- Fiesta mayor San Isidro Labrador (15 de mayo).
- La noche del 5 de enero.
- San Juan (24 de junio).
- San Esteban (3 de agosto).
- La Virgen, (15 de agosto).

## Patrimonio
- Iglesia parroquial de San Esteban: Del siglo XII, de estilo románico tardío. Tiene una portada de arquivoltas ojivales y guardapolvos de puntas de diamante. El 26 de agosto de 2012 se derrumbaron dos de las fachadas de la torre gótica del siglo XIV, el Obispado de Palencia decidió derribar el resto de la torre para evitar su posible desplome sobre el templo.
- Ermita de Nuestra Señora del Olmo: Del siglo XIII, de estilo románico tardío (de transición al gótico, y con rasgos cistercienses). La portada es de buenas proporciones, con cinco arquivoltas y chambrana de puntas de diamante con cuatro pares de columnas de capiteles con volutas; muestra una pequeña espadaña de un solo hueco.
- Rollo jurisdiccional: Al lado de la ermita y la fuente, un escudo en la plaza.
- Cripta: Situada en propiedad privada, dícese que antiguamente conducía a unos palacios pasando por debajo de la iglesia.

La arquitectura popular del pueblo destaca por tratarse de edificaciones de dos plantas con desván, distribuidas de manera típica castellana. En sus fachadas predomina el adobe y la piedra calcárea de tonalidad blanquecina, propia de la zona. Dentro de este tipo de construcciones también destacan las bodegas construidas en el subsuelo, que denotan la actividad vinícola que tuvo esta zona. Se sitúan principalmente en la falda de la ladera de La Horca, aunque también pueden encontrarse otras abandonadas en torno a la ermita en la zona conocida como "Los Bodegones". También existen chozas de pastor, una de las construcciones más características de la arquitectura cerrateña. Se trata de construcciones circulares realizadas en piedra sin ningún tipo de argamasa, cuya puerta orientada climatológicamente hacia el sur, daban cobijo y refugio a los pastores. Hay varios distribuidas a lo largo del término municipal.